# Alta corte di giustizia (Inghilterra e Galles)
L'Alta corte di giustizia (in inglese: High Court of Justice o England and Wales High Court, abbreviata EWHC) è con la Corte della corona e la Corte d'appello una delle corti superiori di Inghilterra e Galles.
L'Alta corte è un tribunale di primo grado. È principalmente un tribunale superiore e come tale deve sorvegliare le corti e i tribunali che sono inferiori ad esso.
La Corte è situata negli edifici della Royal Courts of Justice a Londra.

Schema dei tribunali di Inghilterra e Galles.